# Xavier Noël
Xavier Noël (ur. 11 lipca 1976 w Les Abymes) – francuski bokser, srebrny medalista Mistrzostw Europy z Puli w kategorii półśredniej, olimpijczyk z Aten.

## Kariera amatorska
W 2001 r., Noël wystartował na Igrzyskach Śródziemnomorskich, które odbywały się w Tunisie. Francuz zwyciężył w kategorii półśredniej, pokonując w finale Tunezyjczyka Sami Khelifi. W 2003 r., Francuz wystartował w trzech turniejach. 9 kwietnia przyleciał do Polski, by wziąć udział w 20. edycji turnieju im. Feliksa Stamma. W 1. walce zmierzył się ze Szwedem Benjaminem Kalinovicem, którego wyeliminował, zwyciężając 13:8. W ćwierćfinale rywalem Francuza był Polak Damian Jonak. Noël pokonał Jonaka (25:12), przechodząc do półfinału, gdzie czekał na niego kolejny polski bokser - Mirosław Nowosada. Francuz zwyciężył (22:8), przechodząc do finału, gdzie uległ Mariuszowi Cendrowskiemu (12:18). W czerwcu, Noël wystartował w 1. edycji Mistrzostw Unii Europejskiej. W walce przedćwierćfinałowej, Francuz pokonał przez RSC w 1. starciu, Białorusina Kariama Ysopova. Awans do półfinału francuski bokser wywalczył, zwyciężając Łotysza Nikolajsa Grišuņinsa, który przegrał przez RSCI w 3. starciu. W półfinale zmierzył się ze swoim niedawnym rywalem, Polakiem Mirosławem Nowosadą. Francuz po raz kolejny zwyciężył na punkty, przechodząc do finału turnieju. W finale, Noël zmierzył się z reprezentantem Turcji Bülentem Ulusoyem. Francuz przegrał (10:25), zdobywając srebrny medal w kategorii półśredniej. W lipcu, Francuz wystartował podczas Mistrzostw Świata w Bangkoku. Xavier odpadł w 1/16 finału, gdzie pokonał go na punkty (19:28), Uzbek Sherzod Husanov.
W lutym 2004 r., Noël wystartował na Mistrzostwach Europy w Puli. W swojej pierwszej walce, Francuz wyeliminował Estończyka Sergeia Melisa (31:9). W 1/8 finału zmierzył się z Węgrem Vilmosem Balogiem, którego pokonał na punkty (5:0). W ćwierćfinale rywalem Francuza był Dorel Simion, brązowy medalista olimpijski z Sydney. Noël zwyciężył na punkty (45:28), dochodząc do półfinału, gdzie w razie porażki był zapewniony brązowy medal i udział podczas Igrzysk Olimpijskich w Atenach. W walce o finał, Francuz wyeliminował Litwina Rolandasa Jasevičiusa, który przegrał przez RSCO w 2. rundzie. W finale rywalem Francuza był dwukrotny złoty medalista olimpijski, Oleg Saitow. Rosjanin zwyciężył na punkty (41:22), zdobywając złoty medal. W sierpniu, Francuz rywalizował podczas najważniejszej imprezy na świecie - Igrzysk Olimpijskich. W pierwszym swoim pojedynku, Noël zmierzył się z reprezentantem Haiti Andre Berto. Francuz pokonał Berto na punkty (36:34), przechodząc do kolejnej rundy. W swojej drugiej walce, Noël zmierzył się z Ukraińcem Wiktorem Poliakowem. Francuz odpadł z turnieju, przegrywając na punkty (25:32).
W 2007 r., Francuz zdobył srebrny medal podczas Mistrzostw Unii Europejskiej w Dublinie, a w 2008 r., brązowy medal w Cętniewie.

## Walki olimpijskie 2004 - Ateny
| Runda | Przeciwnik      | Wynik |
| ----- | --------------- | ----- |
| 2     | Wiktor Poliakow | 25:32 |
| 1     | Andre Berto     | 36:34 |